# Завръщане в бъдещето 3
„Завръщане в бъдещето 3“ (на английски: Back to the Future Part III) е американски научнофантастичен филм и продължение на „Завръщане в бъдещето 2“.
Майкъл Джей Фокс и Кристофър Лойд заедно с Мери Стийнбъргън се събират за вълнуващия край на популярните серии, създадени от Стивън Спилбърг и режисьора Робърт Земекис.

## Филми от поредицата за „Завръщане в бъдещето“
Поредицата „Завръщане в бъдещето“ включва 3 филма:
- „Завръщане в бъдещето“ (1985)
- „Завръщане в бъдещето 2“ (1989)
- „Завръщане в бъдещето 3“ (1990)